# Parandra passandroides
Parandra passandroides är en skalbaggsart som beskrevs av Thomson 1867. Parandra passandroides ingår i släktet Parandra och familjen långhorningar. Inga underarter finns listade i Catalogue of Life.